# 평택 불법선원 신중도
평택 불법선원 신중도(平澤 佛法禪院 神衆圖)는 대한민국 경기도 평택시 장흥면, (재)선학원 불법선원에 있는 신중도이다. 2018년 4월 30일 문화재 지정 예고를 거쳐, 2018년 9월 10일 경기도의 유형문화재 제346호로 지정되었다.

## 지정 사유
18세기에 성행한 제석천룡도의 전통을 계승하면서 제석천과 동진보살을 중심으로 천자 8위와 천룡 4위, 천동 2위만을 배치하였다. 화기가 잘 남아 있어 조성연대와 조성화원, 조성장소 및 봉안장소 등을 분명하게 알 수 있고 안정된 구도와 색상, 섬세한 인물표현 등 18세기 말 신중도의 특징을 잘 보여주고 있다.

## 참고 문헌
- 평택 불법선원 신중도 - 국가유산청 국가유산포털